# Plaisirs d'hiver
 (janvier 2017).
Si vous disposez d'ouvrages ou d'articles de référence ou si vous connaissez des sites web de qualité traitant du thème abordé ici, merci de compléter l'article en donnant les références utiles à sa vérifiabilité et en les liant à la section « Notes et références ».

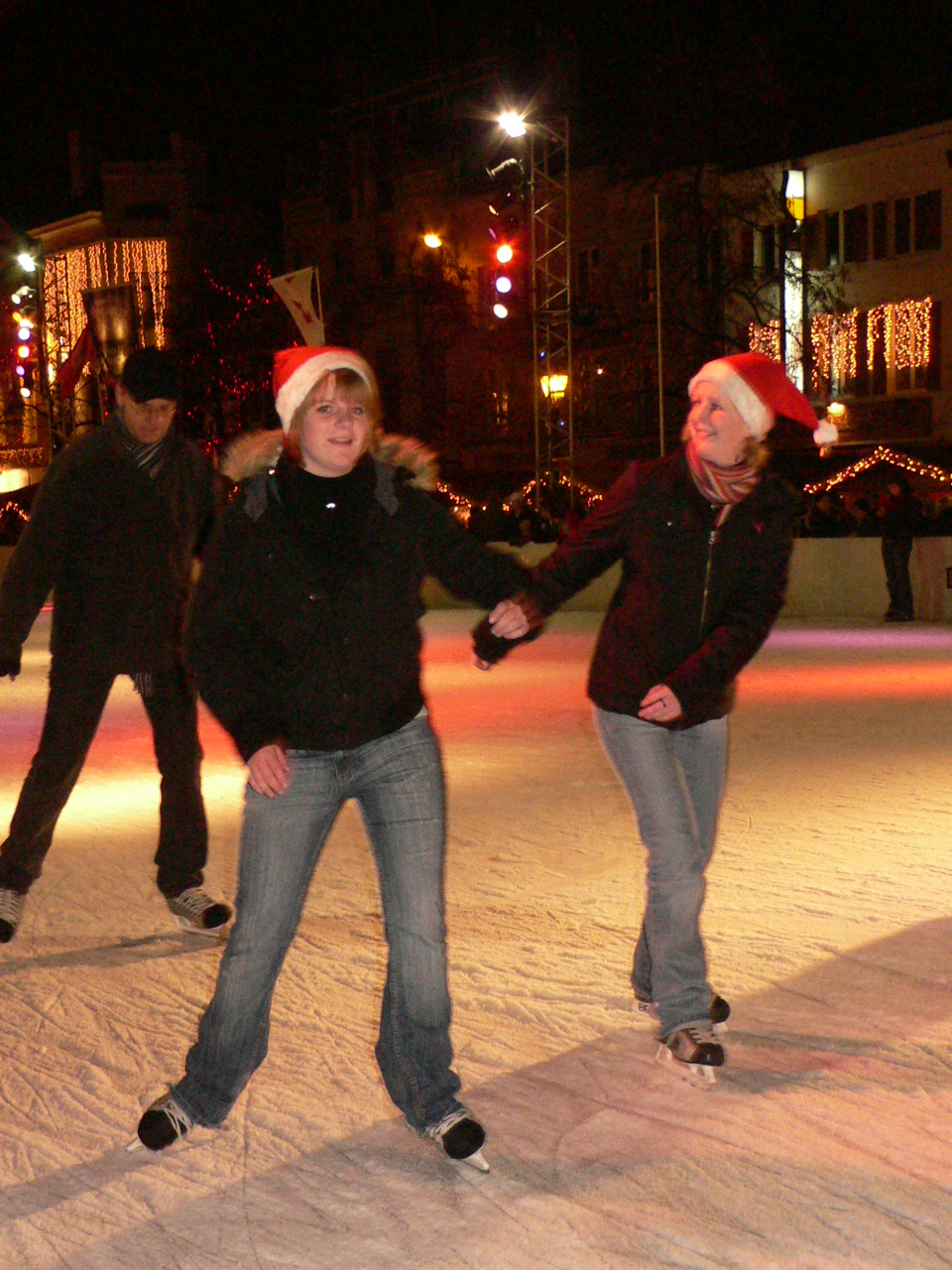

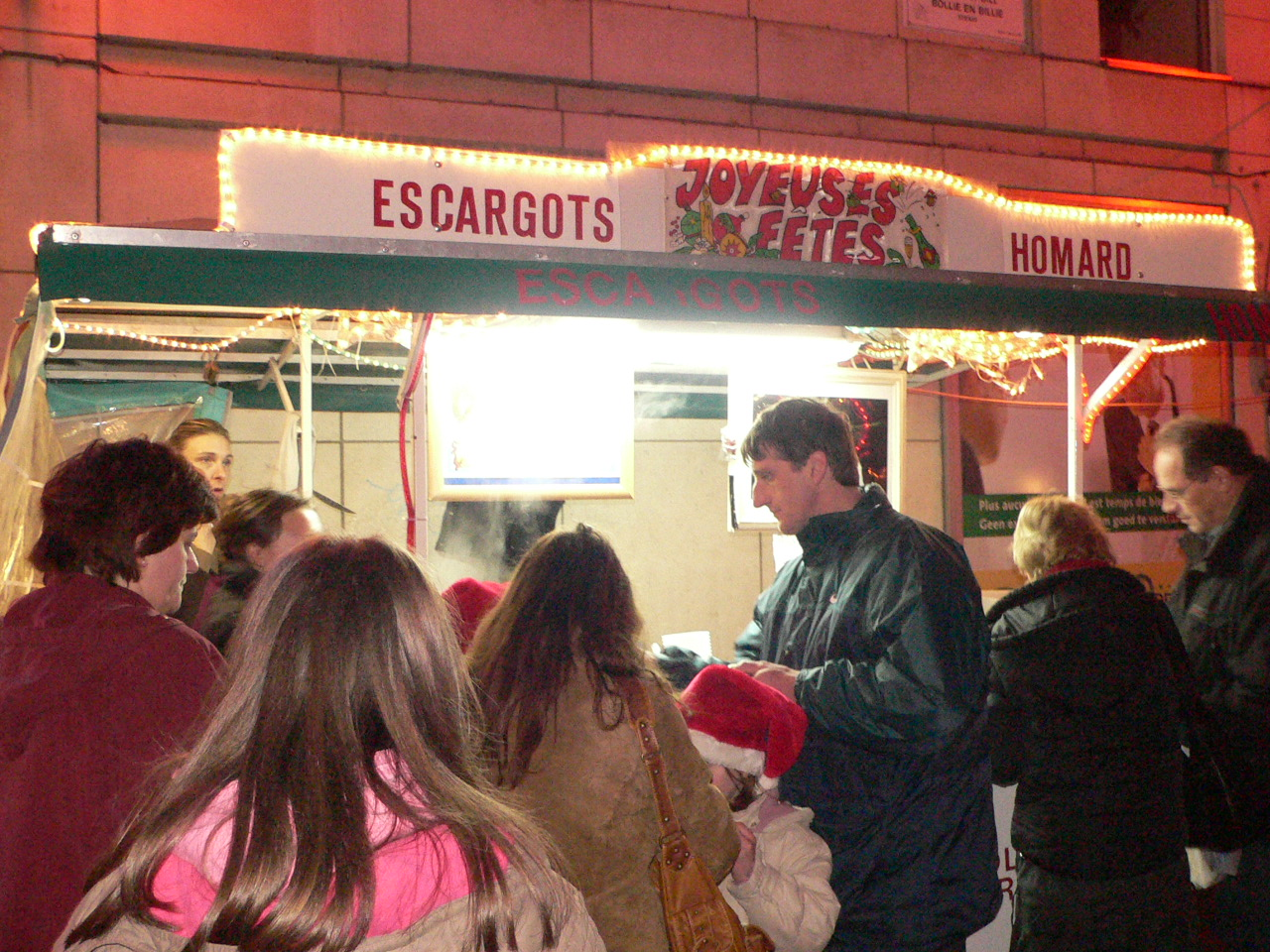

Les Plaisirs d'Hiver sont un événement bruxellois alliant un marché de Noël, des activités foraines et une patinoire temporaire. Les divers stands sont répartis dans plusieurs quartiers du centre ville, principalement autour de la Grand-Place, place de la Bourse et de la place Sainte-Catherine.
L'événement est géré depuis les années 2010[Quand ?] par Brussels Major Events. En 2014, le chiffre d'un million et demi de visiteurs est revendiqué[Par qui ?].

## Dates
Les Plaisirs d'Hiver se passent chaque année du dernier vendredi de novembre au 1er dimanche de janvier.